# Altercatio Ecclesiae et Synagogae
Die Altercatio Ecclesiae et Synagogae („Streitgespräch zwischen Kirche und Synagoge“) ist eine im 5. Jahrhundert entstandene anonyme, irrtümlich Augustin zugeschriebene frühchristliche Streitschrift zur Delegitimierung des Judentums.
Der Autor lässt die allegorische Figur der Kirche zur Synagoge sagen: „Du kannst dich nicht ändern, immer verneinst du und streitest in Falschheit darüber, was falsch ist. Gewiss habe ich zuvor gesagt, dass du regiert hast, als das Volk Israel ein großes Reich besaß … Schau auf die Feldzeichen der Legionen, und du findest den Namen des Erlösers: Siehe, die Bekenner Christi sind die Herrscher, und erkenne, dass du von der Regierung ausgeschlossen bist, und gestehe, dass du uns – gemäß dem Versprechen des Testaments – dienst; du zahlst mir Tribut, hast keinen Zugang zur Regierung, kannst keine Präfektur innehaben; ein Jude kann nicht Comes sein, der Eintritt in den Senat ist dir untersagt; du wirst nicht in den Militärdienst aufgenommen, zur Tafel der Reichen bist du nicht zugelassen, du hast den Ritterstand verloren, alles ist dir verboten. Selbst zum Essen, womit du dein Leben fristen kannst, erhältst du nicht das Nötige … Lies, was der Rebekka gesagt wurde, als sie die Zwillinge gebar: Zwei Stämme sind in meinem Schoß und zwei Völker werden sich scheiden aus deinem Leibe, und ein Volk wird dem anderen überlegen sein, und der Ältere wird dem Jüngeren dienen (Gen 25,23).“ 
Die Schrift belegt beispielhaft, wie schnell die gut ein Jahrhundert zuvor erlangte Stellung als Staatsreligion im Römischen Reich das Selbstverständnis der Kirche und ihre Bibelauslegung prägte. Die faktische Privilegierung deutet die Altercatio als Gottesurteil gegen das Volk des ersten Bundes und als verdiente Erniedrigung Israels, die nachträglich biblisch begründet wird. Damit gehört die Schrift zu den Bausteinen des christlichen Antijudaismus der folgenden Jahrhunderte.

## Textausgabe
- Jocelyn N. Hillgarth (Hrsg.): Altercatio ecclesiae et synagogae. Brepols, Turnhout 1999 (Corpus Christianorum Series Latina, Band 69A). ISBN 2-503-00694-9. (mit englischer Übersetzung)